# Aldeasa
Aldeasa (ahora World Duty Free Group  que es controlada por World Duty Free, uno de los principales grupos mundiales en el sector del travel retail) era uno de los principales operadores del sector de la venta al por menor en aeropuertos a nivel mundial. WDFG cuenta con establecimientos comerciales de conveniencia en aeropuertos de 20 países en 4 continentes. Además de la línea de negocio aeroportuario, la empresa también gestiona espacios comerciales en recintos culturales, hecho que la diferencia del resto de compañías del sector.

## Historia
"World Duty Free Group adquirió la compañía española Aldeasa, especializada en venta minorista duty-free, en aeropuertos en 2005 (50%-50% con Altadis). El 10 de marzo de 2008, WDFG adquirió el restante 50% de Aldeasa v para tomar su control.

### De Aldeasa a World Duty Free Group

#### Aldeasa
Aldeasa se constituyó en Madrid en 1974 bajo el auspicio del Estado, no comenzando su actividad hasta dos años después, con la apertura en 1976 de varias tiendas libres de impuestos en los principales aeropuertos españoles como Madrid, Barcelona o Palma de Mallorca.
Durante la década de los 80 la compañía fue creciendo gracias a la apertura progresiva de establecimientos de diversos tipos en los aeropuertos españoles y a la diversificación del negocio, iniciada en 1990 con el desarrollo de la línea de negocio de Palacios y Museos, encargada de gestionar comercialmente las tiendas ubicadas en palacios, museos y recintos históricos y culturales de España. Tras la expansión nacional experimentada en los 80, la compañía comenzó en los 90 su expansión internacional al abrir en 1991 sus primeras tiendas en Latinoamérica.
En 1997 aparece un importante punto de inflexión en la historia de la compañía, siendo privatizada por el gobierno de José María Aznar junto con otras grandes empresas nacionales como Repsol o Telefónica. De este modo Aldeasa comienza a cotizar en el mercado continuo de las bolsas españolas. En 1999, con la abolición de la exención de impuestos para ciudadanos comunitarios, los pasajeros de vuelos nacionales pudieron pasar a comprar cualquier producto en las tiendas a excepción de tabaco.
En julio de 1999 Autogrill hizo su primera entrada en los mercados de Estados Unidos y de la concesión de 7 aeropuertos con la adquisición de Host Marriott Services, que fue renombrada HMSHost.
La llegada del siglo XXI supuso a la empresa la consolidación de su negocio internacional. En 2000 recibe una concesión de 12 años de duración para encargarse de la gestión de las tiendas duty free de los aeropuertos de Amán, Marka y Aqaba en Jordania, además de abrir nuevas tiendas en los aeropuertos de Colombia. Las concesiones internacionales siguieron llegando en 2001, año en que Aldeasa consigue la adjudicación por parte de la gestora aeroportuaria mexicana ASUR para la explotación comercial de las tiendas de los aeropuertos de Cancún, Mérida y Cozumel. Ese mismo año Aldeasa abre su primera tienda en el aeropuerto de Amilcar el Cabral, en la isla caboverdiana de Sal.
Volviendo al ámbito nacional, en 2003 Aena amplía el plazo de concesión de las tiendas de Aldeasa en el aeropuerto de Madrid-Barajas hasta el 31 de diciembre de 2012.
La expansión en Latinoamérica prosiguió en 2004 al firmar un acuerdo comercial con el operador aeroportuario Lima Airport Partners (LAP) para gestionar las tiendas duty free del nuevo aeropuerto de Lima en Perú. Asimismo se ampliaron las concesiones en la isla portuguesa de Madeira hasta finales de 2009 y la empresa recibió la adjudicación de la explotación comercial de las tiendas en el aeropuerto Hato de Curaçao, el de mayor tráfico aéreo de las Antillas Neerlandesas. En 2005, junto con la renovación de las concesiones duty free en el aeropuerto de Santiago de Chile hasta 2015 se realizó una ampliación de su espacio comercial, además de recibir la concesión por 8 años de la explotación de las tiendas del aeropuerto internacional de Vancouver y por 6 las del aeropuerto de Kuwait.
Aldeasa ("Almacenes y Depósitos Aduaneros S.A.") era una empresa pública creada por decreto durante la dictadura franquista. Tras la petición de varios empresarios para la explotación de este suculento negocio en España por entonces (1973) aún inexistente, el gobierno decidió explotarlo por sí mismo, cerrando las puertas a operadores privados y en régimen de monopolio.

#### World Duty Free Group
Aunque Aldeasa ya se privatizó, AENA nunca ha licitado esta actividad a concurso público por lo que World Duty Free Group ha gozado hasta la fecha (2010) de una situación de monopolio por lo que respecta a las Tiendas Libres de Impuestos en los Aeropuertos Españoles. Por ello se da la paradoja de que World Duty Free Group puede concursar y adjudicarse concesiones Duty Free en otros aeropuertos del Mundo frente a otros operadores, mientras que éstos nunca han tenido la oportunidad de concursar y adjudicarse tiendas en España.
En diciembre de 2004 se inicia el proceso de Oferta Pública de Adquisición de acciones, que concluirá con la compra de la totalidad de los títulos de la empresa por parte de Retail Airport Finance, sociedad creada ex professo para la operación y participada al 50% por Altadis y Autogrill mediante la controlada Autogrill España, ahora llamada World Duty Free Group. 
Con la inauguración de la Terminal 4 del Aeropuerto de Madrid-Barajas en 2006, la compañía amplía en 8.000 m² la superficie comercial explotada en dicho recinto aeroportuario.
A la consolidación del negocio en Latinoamérica gracias a la renovación de todas las concesiones en México por un periodo de diez años y la gestión de una nueva tienda en la Terminal 3 del aeropuerto de Cancún se une la entrada en 2007 en el mercado estadounidense al conseguir la explotación de una tienda en el Aeropuerto Internacional Hartsfield-Jackson de Atlanta, el de mayor afluencia de pasajeros del mundo. También se consolida el negocio en Oriente Próximo al ganar el concurso para la gestión de los primeros duty free de los aeropuertos saudíes de Yeda, Riad y Damman. En ese mismo año se renuevan las principales concesiones de la compañía en España (hasta diciembre de 2009, excepto Madrid-Barajas) y Perú (2017) además de iniciar las negociaciones para la renovación de las concesiones en Jordania hasta 2032.
En 2007 Autogrill adquirió Alpha Group en Reino Unido. 
El 10 de marzo de 2008 World Duty Free Group, se hizo con el 50% controlado por Altadis (sociedad tabacalera franco-española adquirida 2 meses antes por la británica Imperial Tobacco), de modo que esta empresa italiana líder en servicios de restauración y venta minorista a viajeros se hizo con el 100% del capital de la empresa.
World Duty Free Group adquirió World Duty Free Europe Limited en 2008 Reino Unido y US Retail en Estados Unidos de HMSHost (grupo Autogrill) en 2013.